# Bagnaia (Viterbo)
Bagnaia è una frazione del comune di Viterbo, nel Lazio.
Il borgo è situato sul tratto della Via Francigena che passa tra i monti Cimini, celebre per il giardino manieristico di Villa Lante.

## Storia
La prima menzione storica specifica di questo centro risale all'anno 963, quando il villaggio era noto come Bangaria. Nel XIII secolo il territorio di Bagnaia divenne oggetto di un donativo assegnato dal papa al vescovo della vicina Viterbo; tuttavia fino al XVI secolo non vi fu edificata alcuna residenza vescovile.
Durante il Medioevo il villaggio presenta già alcune interessanti architetture, ma più importanti risulteranno quelle risalenti al Rinascimento.
Nella parte alta del villaggio è possibile accedere a Villa Lante, la cui costruzione avvenne tra il 1511 e il 1566 su commissione del cardinale Gianfrancesco Gambara. Dopo la costruzione di Villa Lante, Bagnaia aumentò notevolmente la sua popolarità come luogo di riposo.
Nel 1576 l'architetto senese Tommaso Ghinucci riorganizzò l'assetto urbanistico del paese, in procinto di divenire una piccola città: tali aggiustamenti sono particolarmente visibili nei pressi di Piazza XX Settembre, ispirata a Piazza del Popolo di Roma. Le facciate degli edifici della piazza sono fregiate di stemmi papali e cardinalizi.
Nel 1928 perse il titolo di comune a favore di Viterbo e divenne una frazione.

## Monumenti e luoghi d'interesse
- Villa Lante - complesso con giardino all'italiana
- Borgo medievale

## Eventi
Bagnaia è famosa in tutta la provincia anche per il Sacro fuoco di Sant'Antonio: una pira di oltre 8 metri di altezza per circa 30 metri di circonferenza che viene accesa ogni anno il 16 gennaio.

## Infrastrutture e trasporti

### Strade
Bagnaia è raggiungibile, tramite la Strada Statale 675 Umbro-Laziale, all'uscita "Bagnaia-Montefiascone".
Bagnaia è collegata, tramite viale Fiume, alla frazione La Quercia e, proseguendo su viale Trieste, si arriva a Viterbo.
Attraverso la SP 151 Ortana è collegata con Il Pallone, frazione di Vitorchiano.

### Ferrovie
La stazione di Bagnaia si trova all'interno del paese ed è sulla ferrovia Roma-Civita Castellana-Viterbo.